# Jhonny Lucas
Jhonny Lucas Flora Barbosa (Curitiba, 21 februari 2000) is een Braziliaans voetballer die doorgaans speelt als middenvelder. In januari 2025 verruilde hij Goiás voor Ponte Preta.

## Clubcarrière
Lucas speelde in de jeugd van Paraná en maakte ook zijn debuut bij die club. Op 27 september 2017 won Paraná met 3–0 van Náutico. Hij begon op de bank en mocht zes minuten voor tijd invallen. Het contract van de Braziliaanse middenvelder werd in maart verlengd tot en met december 2020. Zijn eerste doelpunt maakte hij op 29 april 2018, thuis tegen Sport Recife. Die ploeg stond voor door doelpunten van Rogério en Marlone en Lucas besliste de eindstand in de blessuretijd op 1–2. In augustus 2019 maakte Lucas de overstap naar de Belgische eersteklasser Sint-Truiden, dat circa tweeënhalf miljoen euro voor hem neertelde. In zijn eerste seizoen in België kwam hij niet aan spelen toe. Pas op de eerste speeldag van het seizoen 2020/21 maakte hij zijn officiële debuut voor de club tegen AA Gent. In de zomer van 2021 werd Lucas voor een jaar verhuurd aan Londrina. Deze verhuurperiode werd in juli 2022 eerst met een maand verlengd, zodat hij bij Londrina kon blijven spelen in afwachting van een definitieve transfer. Deze deal kwam er niet en Lucas keerde later terug naar Sint-Truiden. Een maand later keerde hij definitief terug naar Brazilië, toen hij voor Goiás tekende. Medio 2023 werd hij verhuurd aan Vitória. Lucas verkaste in januari 2025 naar Ponte Preta.

## Clubstatistieken
| Seizoen | Club         | Competitie      | Competitie | Competitie | Beker | Beker | Internationaal | Internationaal | Totaal | Totaal |
| Seizoen | Club         | Competitie      | Wed.       | Dlp.       | Wed.  | Dlp.  | Wed.           | Dlp.           | Wed.   | Dlp.   |
| ------- | ------------ | --------------- | ---------- | ---------- | ----- | ----- | -------------- | -------------- | ------ | ------ |
| 2017    | Paraná       | Série B         | 1          | 0          | 0     | 0     | —              | —              | 1      | 0      |
| 2018    | Paraná       | Série A         | 26         | 2          | 0     | 0     | —              | —              | 26     | 2      |
| 2019    | Paraná       | Série B         | 4          | 0          | 0     | 0     | —              | —              | 4      | 0      |
| 2019/20 | Sint-Truiden | Eerste klasse A | 0          | 0          | 0     | 0     | —              | —              | 0      | 0      |
| 2020/21 | Sint-Truiden | Eerste klasse A | 3          | 0          | 0     | 0     | —              | —              | 3      | 0      |
| 2021    | → Londrina   | Série B         | 19         | 0          | 0     | 0     | —              | —              | 19     | 0      |
| 2022    | → Londrina   | Série B         | 25         | 2          | 1     | 0     | —              | —              | 26     | 2      |
| 2022    | Goiás        | Série A         | 0          | 0          | 0     | 0     | —              | —              | 0      | 0      |
| 2023    | Goiás        | Série A         | 7          | 0          | 4     | 0     | 2              | 0              | 13     | 0      |
| 2023    | → Vitória    | Série B         | 5          | 0          | 0     | 0     | —              | —              | 5      | 0      |
| 2024    | Goiás        | Série B         | 11         | 0          | 1     | 0     | —              | —              | 12     | 0      |
| 2025    | Ponte Preta  | Série C         | 0          | 0          | 0     | 0     | —              | —              | 0      | 0      |
| Totaal  | Totaal       | Totaal          | 101        | 4          | 6     | 0     | 2              | 0              | 109    | 4      |

Bijgewerkt op 7 januari 2024.